# Astilbe rubra
Astilbe rubra är en stenbräckeväxtart som beskrevs av William Jackson Hooker och Thomson.
Astilbe rubra ingår i släktet astilbar och familjen stenbräckeväxter. Inga underarter finns listade i Catalogue of Life.

## Bildgalleri

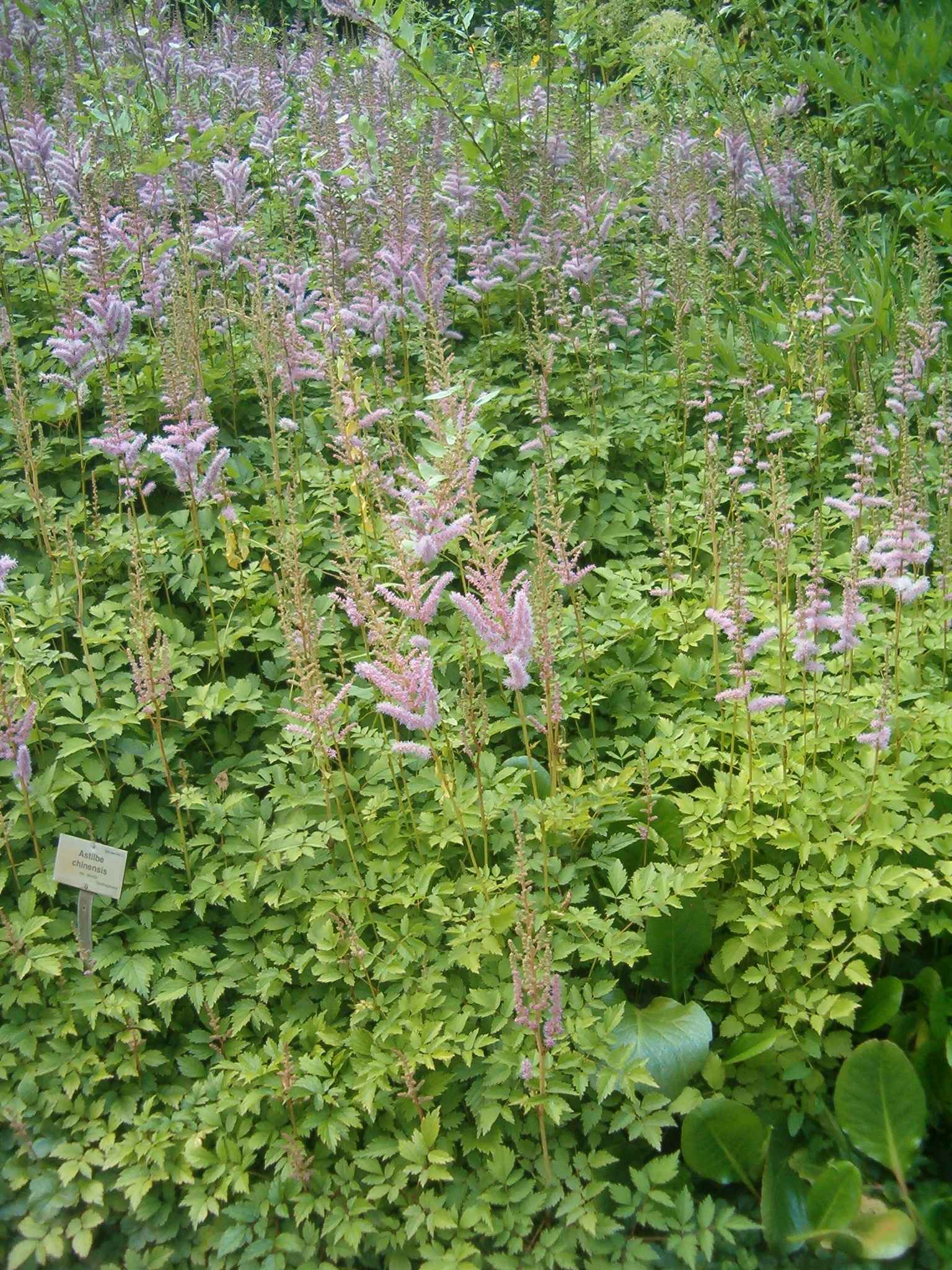
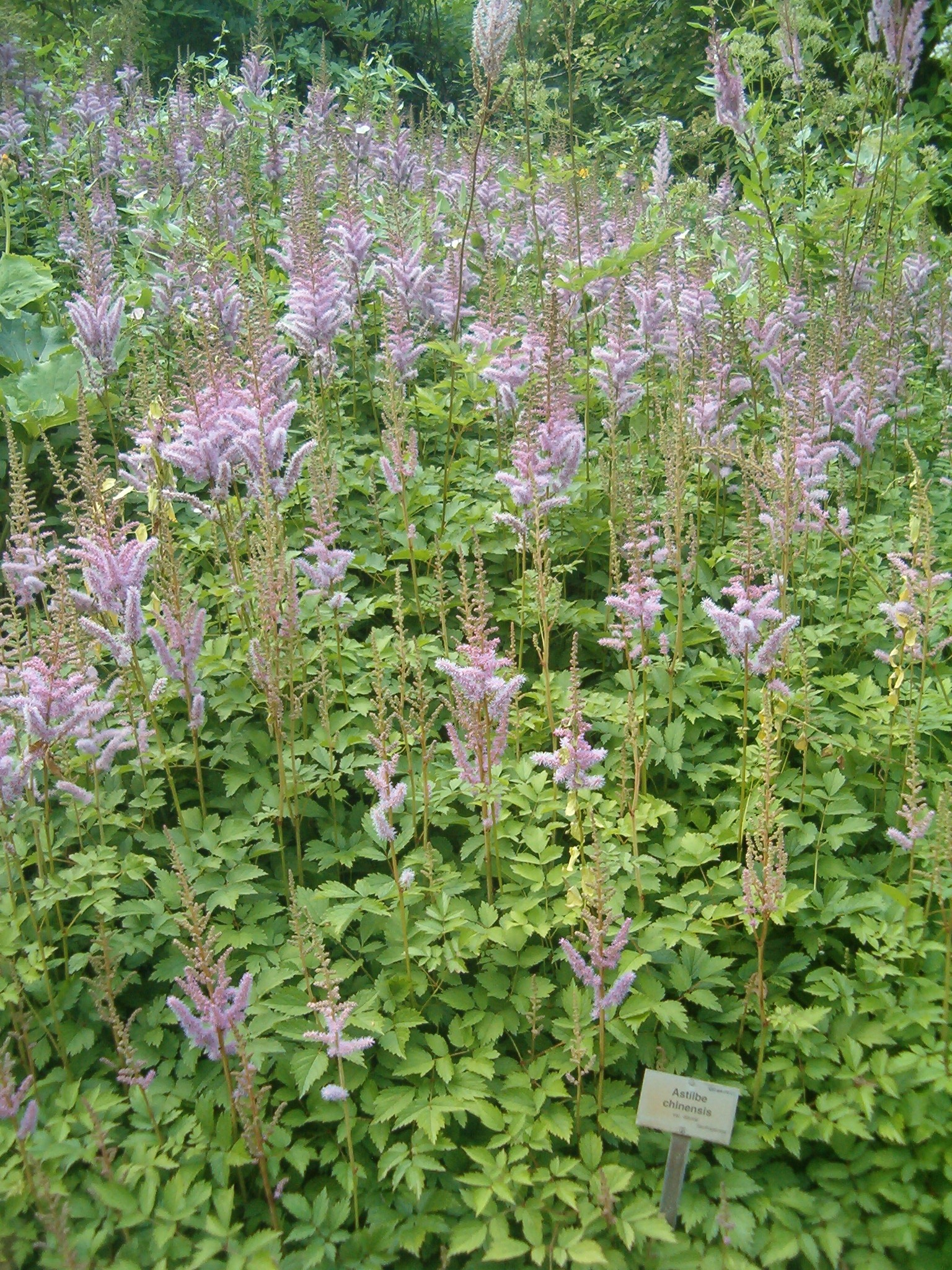
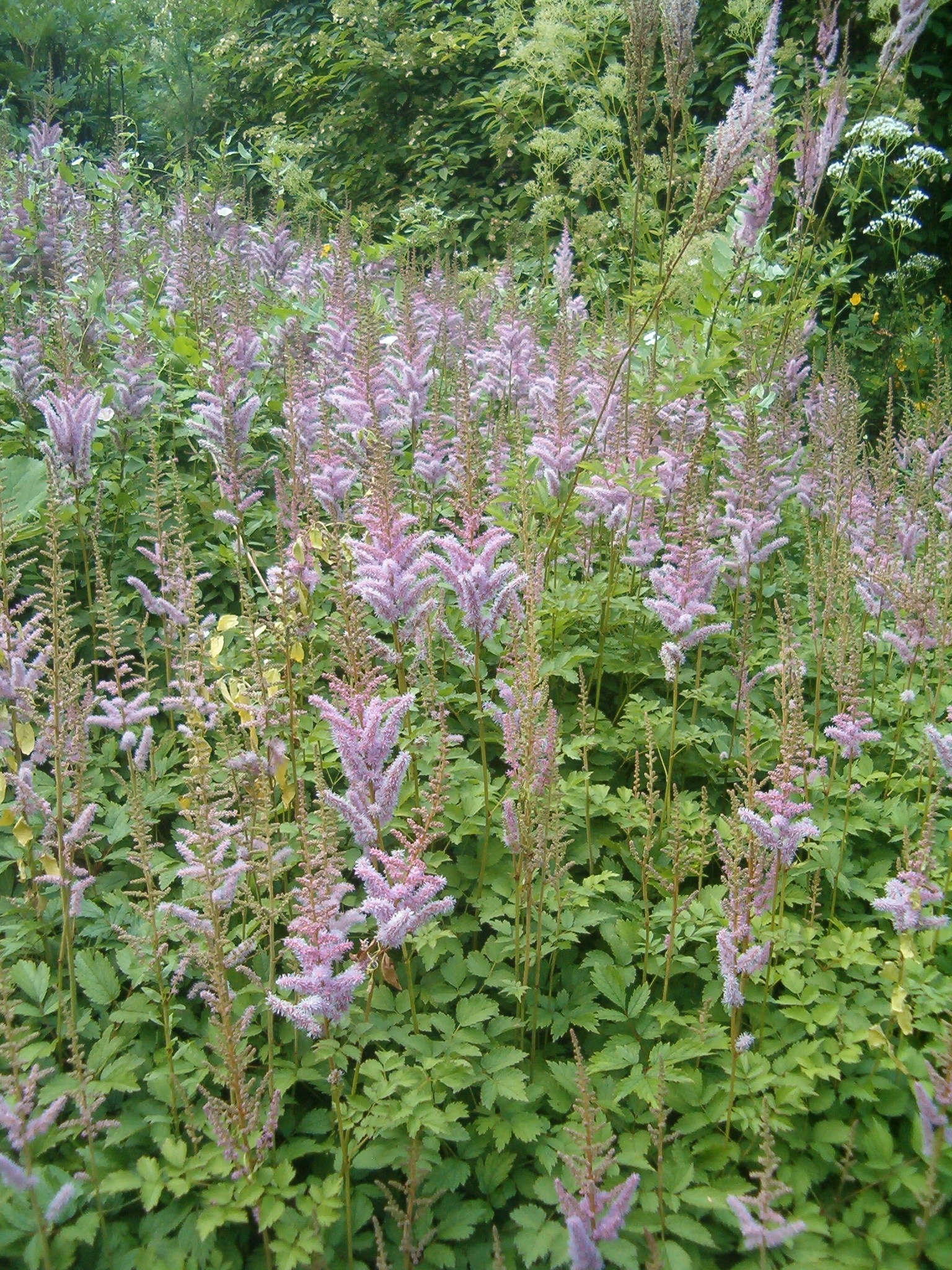
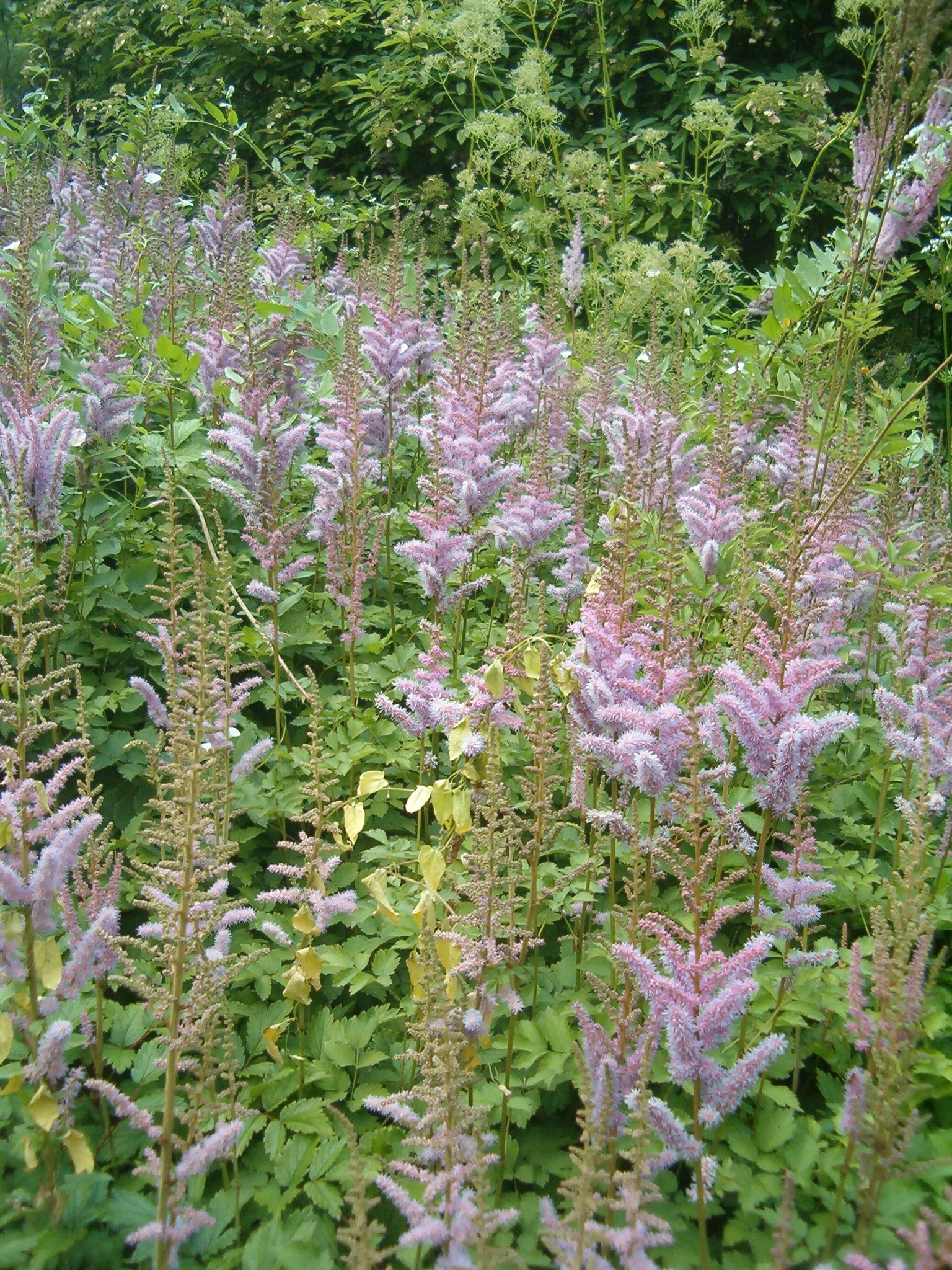
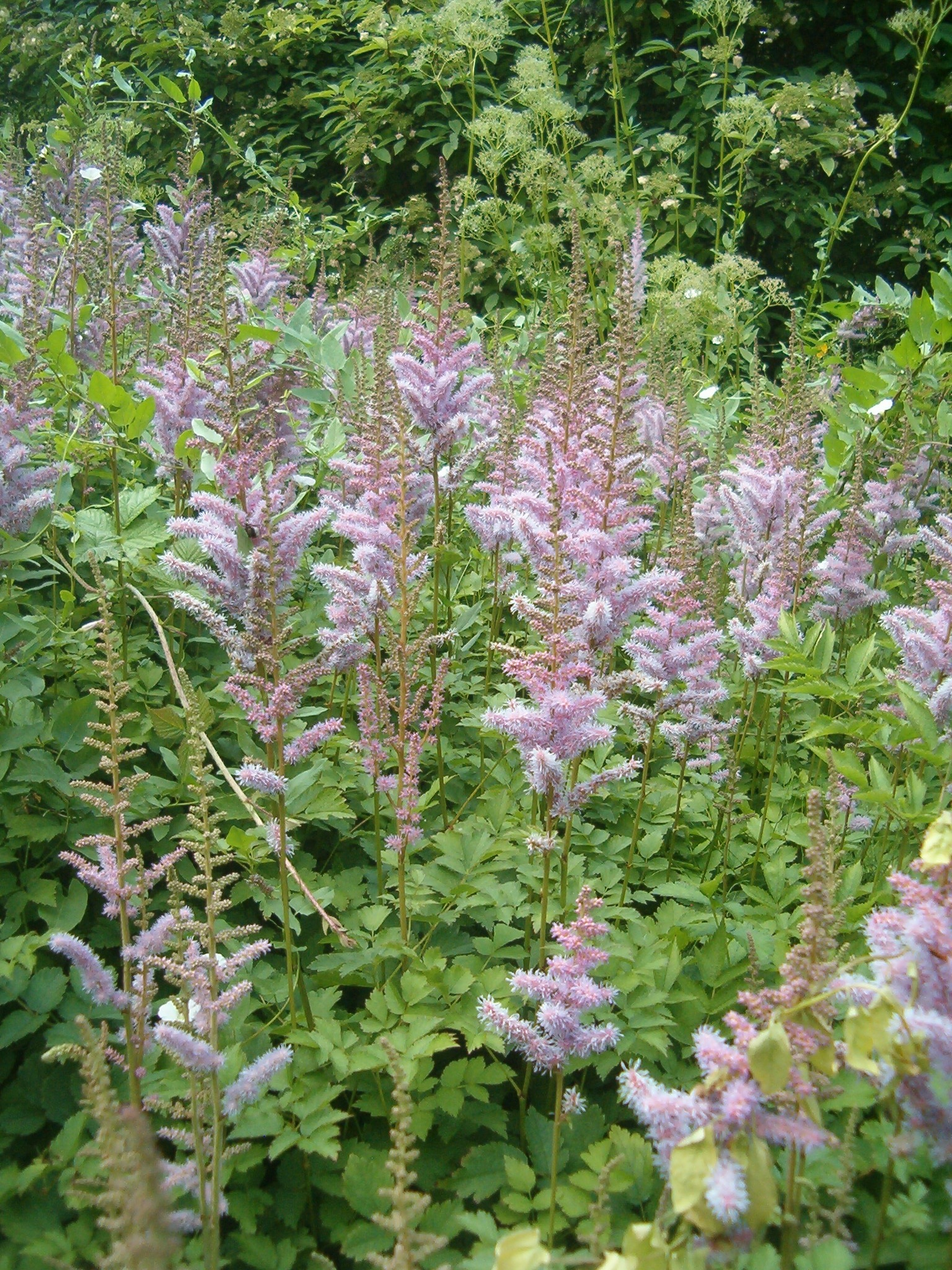
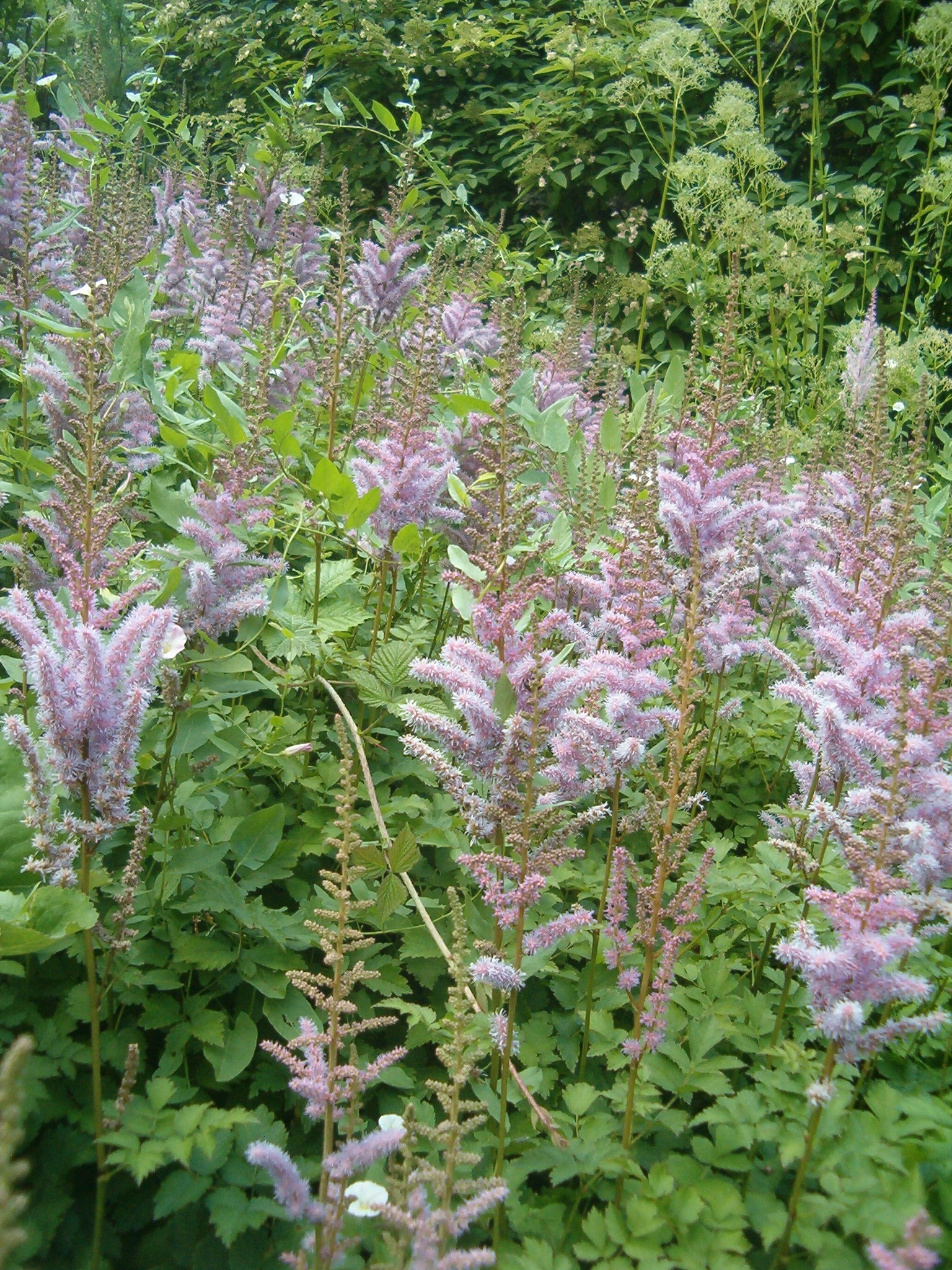